# Tchétchènes en Autriche
 (septembre 2024).
Tchétchènes en Autriche sont des citoyens autrichiens d'origine tchétchène et des réfugiés tchétchènes vivant en Autriche.

## Tchétchènes célèbres d'Autriche
- Mairbek Taisumov — Combattant de MMA, signé à l'UFC
- Mamihan Moukhadiyevitch Oumarov